# Dardo (Schützenpanzer)
Dardo (deutsch „Pfeil“, „Speer“) ist ein italienischer Schützenpanzer der ab 1998 in Dienst gestellt wurde.

## Hintergrund
Der Dardo wurde zusammen mit dem Kampfpanzer Ariete und dem Radpanzer Centauro in den 1980er-Jahren unter der Bezeichnung „VCC-80“ vom Unternehmenskonsortium bestehend aus Iveco, Oto Melara und Fiat (Consorzio Iveco-Oto Melara – CIO) für das italienische Heer entwickelt.
Bis 2005 wurden insgesamt 200 Dardo in Dienst gestellt, weitere 300 sollen in verschiedenen Versionen (unter anderem TOW-Raketen-Träger, 120-mm-Mörser-Träger) folgen. Ursprünglich sollte der Schützenpanzer „Dardo“ Anfang der 1990er-Jahre in Dienst gestellt werden, es kam jedoch zu einer erheblichen Verzögerung des Programms. Die frühere Bezeichnung „VCC-80“ wird praktisch nicht mehr verwendet.

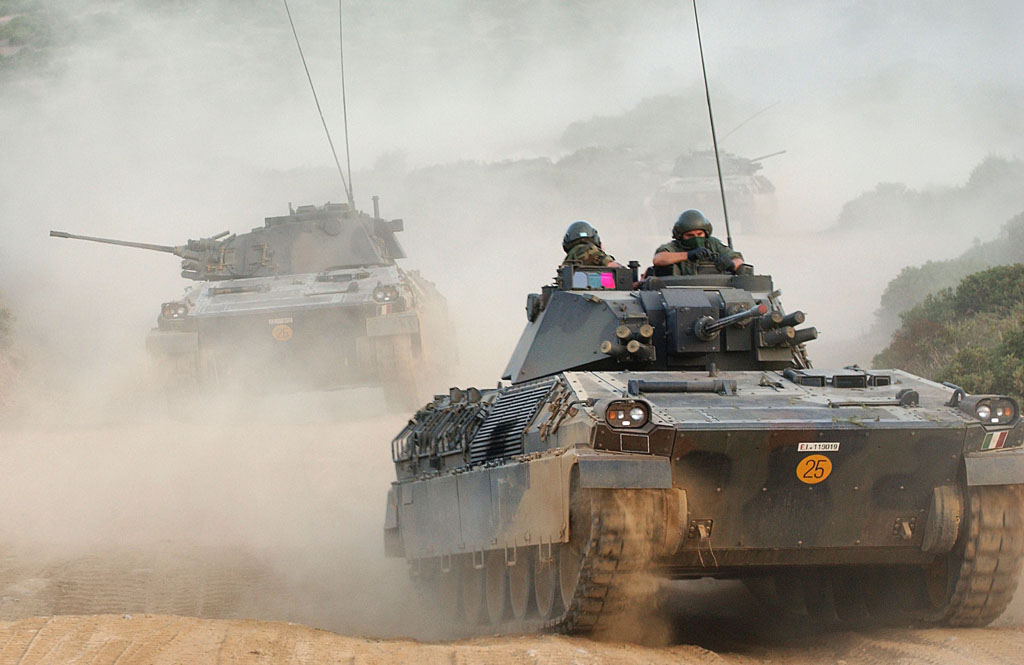
Dardo bei Geländefahrt
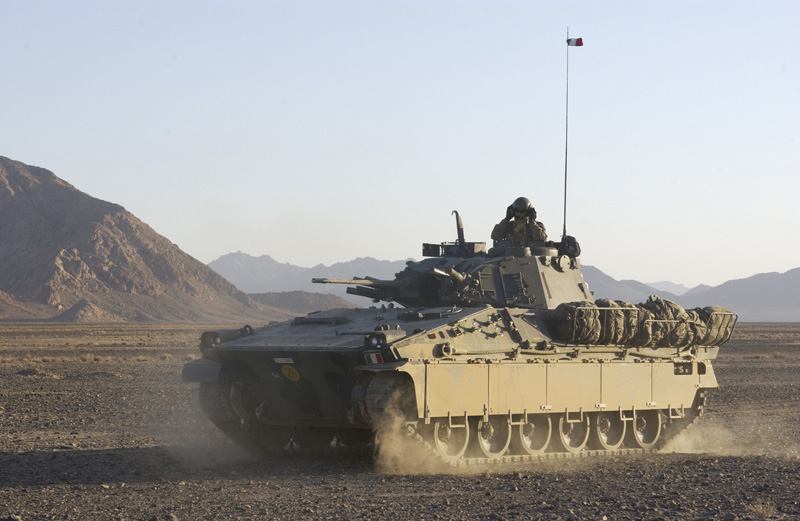
Dardo in Afghanistan
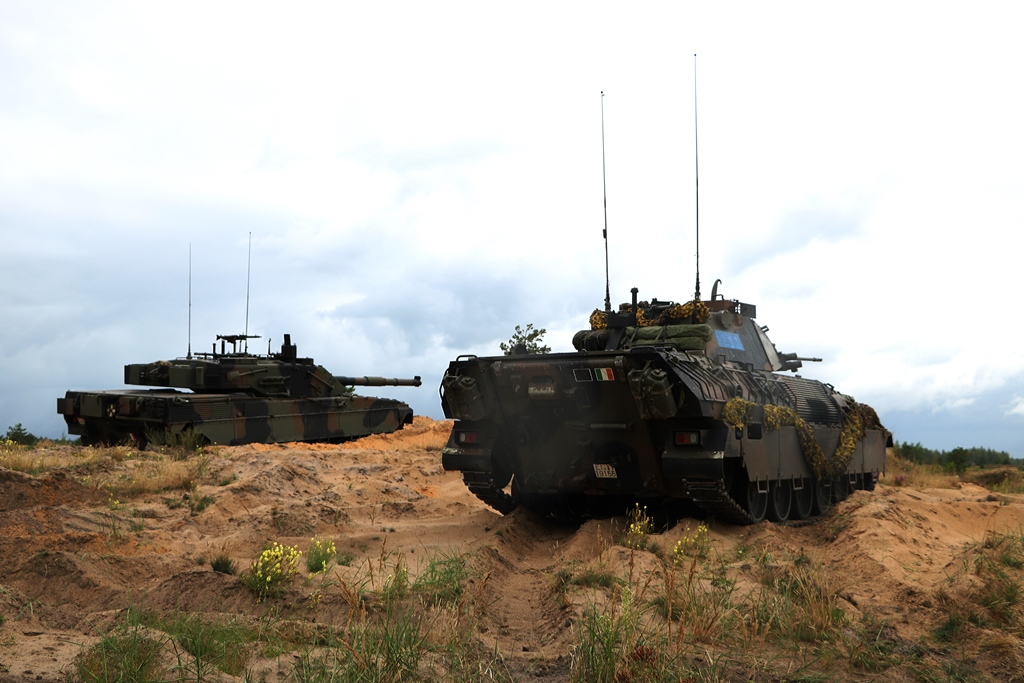
Dardo Heckansicht

## Ersatz
Der Dardo und weitere spezialisierte Fahrzeuge des italienischen Heeres sollen in den kommenden Jahren durch rund 1000 neue gepanzerte Fahrzeuge auf Basis des KF41 Lynx ersetzt werden. Zu diesem Zweck haben Rheinmetall und Leonardo ein Joint Venture mit Sitz in Rom gegründet, dass die neuen Panzerfahrzeuge (einschließlich des Kampfpanzers KF51 Panther) in den Produktionsanlagen der ehemaligen Oto Melara in La Spezia fertigen soll.